# Primeira Batalha de Wissembourg (1793)

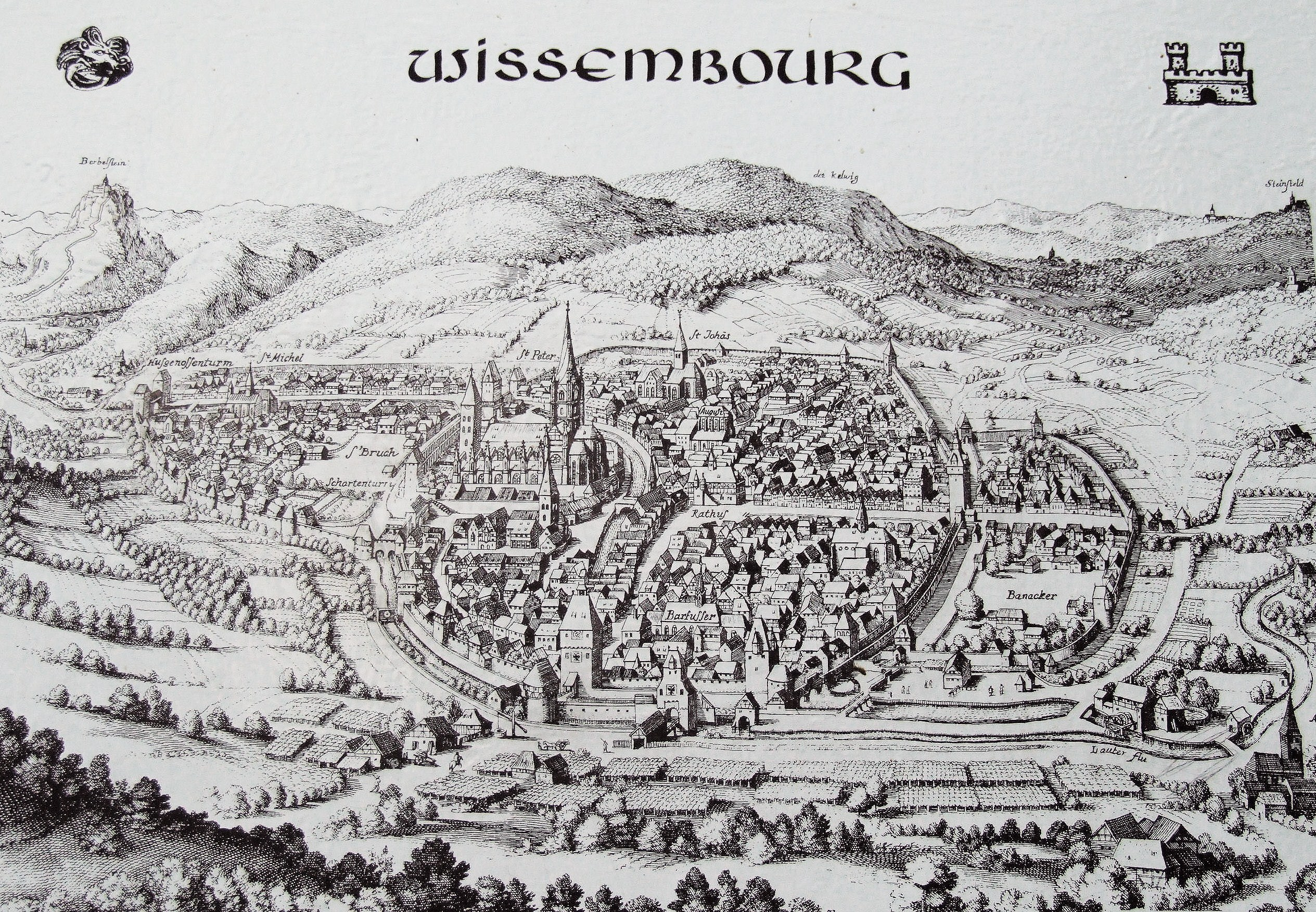
Wissembourg no século 17

Na Primeira Batalha de Wissembourg (13 de outubro de 1793), um exército aliado comandado por Dagobert Sigmund von Wurmser atacou o exército francês do Reno sob o comando de Jean Pascal Carlenc. Depois de uma resistência ineficaz, o exército francês abandonou sua linha fortificada atrás do rio Lauter e recuou em direção a Estrasburgo em confusão. Este engajamento da Guerra da Primeira Coligação ocorreu na fronteira oriental da França, cerca de 60 quilômetros (37 milhas) ao norte de Estrasburgo.
Após o cerco de Mainz, no qual o exército prussiano capturou a cidade, o Exército do Reno caiu de volta nas Linhas de Weissenburg, uma posição fortificada pela primeira vez em 1706. Logo Wurmser com um exército composto por tropas da monarquia de Habsburgo, monarquistas franceses e estados alemães aliados começaram a pressionar as Linhas. Enquanto isso, a organização do exército francês estava em desordem depois que dois comandantes do exército anteriores foram presos e enviados para as prisões de Paris. Como ninguém queria liderar o exército, os representantes em missão nomearam Carlenc, recentemente tenente-coronel de cavalaria. Após uma série de escaramuças, Wurmser lançou um ataque bem-sucedido. Após a retirada francesa, o inepto Carlenc foi preso e substituído no comando do exército por Jean-Charles Pichegru. A pedido do governo, Pichegru começou a lançar uma série de ataques destinados a recuperar o território perdido. Estes resultaram nas batalhas de Froeschwiller e Segunda Wissembourg.

## Antecedentes
Durante a Guerra da Primeira Coligação, o exército austro-aliado do general der Kavallerie Wurmser ameaçou invadir a Alsácia. Assim, o Exército Francês do Reno tripulou as Linhas de Weissenburg, uma linha de terraplanagem que remonta à Guerra da Sucessão Espanhola. As linhas começaram perto de Wissembourg e se estenderam por cerca de 20 quilômetros na direção leste-sudeste até o rio Reno em Lauterbourg. Isso traça a fronteira atual França-Alemanha.
Durante este período, a estrutura de comando do Exército do Reno permaneceu caótica. Em julho de 1793, Adam Philippe Custine foi substituído no comando; ele foi guilhotinado no final de agosto. O general de divisão (GD) Charles de Landremont tornou-se comandante em 18 de agosto e serviu até 29 de setembro, quando foi preso por traição. Ao contrário de seu antecessor MG Alexandre, viconde de Beauharnais que foi guilhotinado em julho de 1794, Landremont sobreviveu à experiência, morrendo em 1818. GD Meunier assumiu o comando por dois dias até sua substituição por MG Jean Carlenc em 2 de outubro. GD Charles Pichegru substituiu Carlenc em 27 de outubro. Ao mesmo tempo, o GD Lazare Hoche assumiu o comando geral do Exército do Mosela e do Exército do Reno de Pichegru.
Em 20 de agosto, uma coluna composta por habsburgos, hessianos e emigrantes franceses entrou em confronto com 3 000 franceses em Jockgrim, no Reno, ao norte de Lauterbourg. Feldmarschal-Leutnant A força aliada de Moritz Kavanaugh incluía cinco batalhões de infantaria, seis companhias de infantaria leve, 13 esquadrões de cavalaria e 12 canhões. O general francês da brigada Louis-Théobald Ilher liderou três batalhões, seis esquadrões e 10 canhões. Os Aliados levaram a melhor no confronto, perdendo 147 baixas. Os franceses perderam 103 homens e 5 canhões capturados, além de um número desconhecido de mortos e feridos. Enquanto liderava alguns dragões, Ilher foi morto por um Jäger Hessian. Uma enxurrada de ações se seguiu quando Wurmser dirigiu nos postos avançados franceses e tocou nas linhas principais. As escaramuças ocorreram nos dias 21 e 27 de agosto e nos dias 7, 11, 12, 14, 19, 20, 23 e 30 de setembro.
Em 12 e 20 de setembro, dois batalhões do Regimento de Infantaria Kaiser liderados pelo Oberst (Coronel) Gerhard Rosselmini entraram em confronto com os franceses em Bad Bergzabern e Bienwaldmuhle.

## Batalha

### Exército francês
- Exército do Reno: General de Divisão Jean Carlenc (45 312 de infantaria, 6 278 de cavalaria)[1][2]
  - Guarda Avançada: General de Divisão Jean-Baptiste Meynier
    - Brigada: General de Brigada Augustin Isambert
    - Brigada: General de Brigada Ferette (?)
    - Brigada: General de Brigada Jean-François Combez

  - Ala Direita: General de Brigada Paul-Alexis Dubois
    - Brigada: General de Brigada Claude Ignace François Michaud
    - Brigada: General de Brigada Claude Legrand

  - Centro: General de Divisão Louis Dominique Munnier
    - Brigada: General de Brigada Marcial Vachot

  - Centro: General de Divisão Jean Nicolas Méquillet
    - Brigada: General de Brigada Bauriolle (?)
    - Brigada: General de Brigada Isambert

  - Ala esquerda: General de Divisão Claude Ferey
    - Brigada: General de Brigada Louis Desaix

  - Reserva: General de Divisão Dominique Diettmann
    - Brigada: General de Brigada Barthélemy de La Farelle
    - Brigada: General de Brigada Jean-François Ravel de Puycontal

### Exército Aliado dos Habsburgo
- Exército Aliado: GdK Dagobert von Wurmser (33 599 infantaria, 9 635 cavalaria)[1][2]
  - 1ª Coluna: FML Christian, Príncipe de Waldeck und Pyrmont
    - Brigada: GM Adam Lichtenberg
    - Brigada: GM Karl Funk von Senftenau

  - 2ª Coluna: FML Friedrich Freiherr von Hotze
    - Brigada: OB Franjo Jelačić
    - Brigada: GM Alexander Jordis
    - Brigada: GM Karl Aufsess

  - 3ª Coluna: FML Hotze
    - Brigada: OBL Ignác Gyulay
    - Brigada: OB Johann von Klenau

  - 4ª Coluna: GM Johann Mészáros von Szoboszló
    - Brigada: OB Sell von Pellegrini
    - Brigada: GM Johann Mészáros von Szoboszló

  - 5ª Coluna: GM Karl Brunner von Hirschbrunn
  - 6ª Coluna: GM Siegfried Kospoth
  - 7ª Coluna: Louis Joseph de Bourbon, príncipe de Condé
    - Brigada: GM Viomenil
- Legenda:[1][2]
  - GdK = General der Kavallerie austríaco comanda um exército ou corpo
  - FML = Feldmarschal-Leutnant austríaco comanda um corpo ou divisão
  - GM = General-Major austríaco comanda uma brigada
  - OB = Oberst austríaco (coronel) comanda um regimento
  - OBL = Oberst-Leutnant austríaco (tenente-coronel) é o segundo no comando de um regimento

### Ação
Em 13 de outubro de 1793, Wurmser lançou seu principal ataque contra as posições fortificadas francesas. As forças aliadas conseguiram romper a linha, forçando uma retirada francesa para o sul até Hagenau. Os franceses sofreram 2 000 mortos e feridos, além de 1 000 soldados, 31 armas e 12 cores capturadas. Os Aliados sofreram 1 800 baixas.  No dia seguinte à batalha, uma força aliada sob o comando de Franz von Lauer cercou o vizinho Fort-Louis no rio Reno. A guarnição francesa de 4.500 homens rendeu a fortaleza em 14 de novembro. O governo francês rapidamente apressou o Exército da Mosela de Hoche na área para ajudar a expulsar Wurmser. Este movimento precipitou a Segunda Batalha de Wissembourg em dezembro de 1793.